# Skiejákjávrásj (Jokkmokks socken, Lappland)
Skiejákjávrásj, enligt tidigare ortografi Skiejakjauratj, är en sjö i Jokkmokks kommun i Lappland och ingår i Luleälvens huvudavrinningsområde. Sjön har en area på 0,154 kvadratkilometer och ligger 981 meter över havet. Skiejákjávrásj ligger i Sarek Natura 2000-område. Sjön avvattnas av ett namnlöst vattendrag som är ett biflöde till Tjåggŋårisjåhkå.

## Delavrinningsområde
Skiejákjávrásj ingår i det delavrinningsområde (746535-155925) som SMHI kallar för Mynnar i Miellätno. Medelhöjden är 970 meter över havet och ytan är 21,23 kvadratkilometer. Det finns inga avrinningsområden uppströms utan avrinningsområdet är högsta punkten. Kåbtåjåkkå som avvattnar avrinningsområdet har biflödesordning 3, vilket innebär att vattnet flödar genom totalt 3 vattendrag innan det når havet efter 458 kilometer. Avrinningsområdet består mestadels av kalfjäll (97 procent). Avrinningsområdet har 0,54 kvadratkilometer vattenytor vilket ger det en sjöprocent på 2,6 procent.